# Семейният тип (сезон 1)
Първият сезон на „Семейният тип“ започва на 31 януари и свършва на 16 май 1999 г. Има 7 епизода.

## Актьорски състав
- Сет Макфарлън – Питър Грифин, Стюи Грифин, Глен Куегмайър и Том Тъкър
- Алекс Борстейн – Лоис Грифин
- Сет Грийн – Крис Грифин
- Лейси Шабер – Мег Грифин
- Майк Хенри – Кливланд Браун

## Епизоди
| Епизод                     | Дата на излъчване                                                                                                 |
| -------------------------- | --- |
| "Death Has a Shadow"       | 31 януари 1999 г. 21 септември 1999 г. 29 септември 2007 г. 29 март 2008 г. 1 октомври 2008 г. 15 ноември 2012 г. |
| "I Never Met the Dead Man" | 11 април 1999 г. 29 септември 2007 г. 2 октомври 2008 г. 16 ноември 2012 г.                                       |
| "Chitty Chitty Death Bang" | 18 април 1999 г. 29 септември 2007 г. 7 октомври 2008 г. 19 ноември 2012 г.                                       |
| "Mind Over Murder"         | 25 април 1999 г. 29 септември 2007 г. 6 октомври 2008 г. 20 ноември 2012 г.                                       |
| "A Hero Sits Next Door"    | 2 май 1999 г. 29 септември 2007 г. 8 октомври 2008 г. 21 ноември 2012 г.                                          |
| "The Son Also Draws"       | 9 май 1999 г. 29 септември 2007 г. 9 октомври 2008 г. 22 ноември 2012 г.                                          |
| "Brian: Portrait of a Dog" | 16 май 1999 г. 29 септември 2007 г. 13 октомври 2008 г. 23 ноември 2012 г.                                        |